# Francisco Buyo
Paco Buyo, właśc. Francisco Buyo Sánchez (ur. 13 stycznia 1958 w Betanzos) − były hiszpański piłkarz, reprezentant kraju, długoletni gracz Realu Madryt. Występował na pozycji bramkarza.
Przygodę z futbolem rozpoczął w wieku czternastu lat, kiedy podjął pierwsze treningi w Ural CF. Długo wahał się nad podjęciem wiążącej decyzji na temat tego, na jakiej pozycji będzie grał - dobrze spisywał się bowiem m.in. na pozycji prawoskrzydłowego pomocnika. Ostatecznie wybrał drogę kariery bramkarskiej i po przejściu do Betanzos CF nigdy już nie zagrał w oficjalnym spotkaniu swoich kolejnych drużyn na innej pozycji, co zdarzało mu się w latach juniorskich. Po dwóch latach pobytu w niewielkim miasteczku Betanzos, pod swe ramiona przygarnął go drugoligowy wówczas RCD Mallorca. Lata 1975–1980 były dla niego okresem ciężkiej pracy nad doskonaleniem swoich umiejętności. W tym czasie trenował właśnie z graczami Barralets, a także Deportivo La Coruña oraz SD Huesca, występując w rezerwach.
W Primera División zadebiutował w wieku dwudziestu dwóch lat, w sezonie 1980/1981. Do drużyny Sevilli FC sprowadził go sam Miguel Muñoz, wówczas (ale i do tej pory) najbardziej utytułowany menedżer hiszpański. Paco wywalczył miejsce w podstawowej jedenastce Sevillistas i nie oddał go do końca swojej przygody z tym klubem, występując w 202 spotkaniach ligowych i dwukrotnie zajmując z nią miejsca w tabeli, które umożliwiły klubowi z Andaluzji start w rozgrywkach o Puchar UEFA. W 1983 roku zaliczył debiut w reprezentacji Hiszpanii, był także powołany na mistrzostwa Europy we Francji, które odbyły się rok później. Pełnił na nich rolę trzeciego bramkarza, zmiennika dla Luisa Arconady oraz Andoniego Zubizarrety. Z ławki przyglądał się na poczynania kolegów, którzy sięgali po wicemistrzostwo Starego Kontynentu.
W 1986 roku, po sześciu latach spędzonych w średniaku z Sánchez Pizjuán, zdecydował się na odejście do Realu Madryt, aktualnego mistrza kraju. Miał zastąpić w składzie odchodzącego na emeryturę Miguela Ángela, który w ostatnich latach strzegł bramki Królewskich. Sztuka ta dobrze mu się udała – spędził w stolicy następnych dziesięć sezonów i u boku Butragueño, Sanchísa, Chendo, Gordillo, Míchela, Sáncheza, Hagiego, Schustera, Hierro, Redondo, Zamorano czy Raúla sięgnął po siedem tytułów mistrzowskich, dwukrotnie zdobył także Trofeo Zamora, nagrodę przyznawaną bramkarzowi, który puści najmniej bramek w sezonie oraz tyle samo razy zwyciężał w Copa del Rey. Piłkarską karierę zakończył w 1996 roku z 542 występami ligowymi na swoim koncie, co do czasów dzisiejszych stawia go na trzecim miejscu pod tym względem w historii La Liga. Jego miejsce w bramce Realu zajął sprowadzony z niemieckiego 1. FC Köln Bodo Illgner.
W La Selección zaliczył zaś zaledwie siedem gier.